# Automobile Club de l’Ouest
Der Automobile Club de l’Ouest (dt.: Automobil-Club des Westens – bezieht sich auf die westliche Region Frankreichs), manchmal auch als ACO abgekürzt, ist der größte Automobilclub Frankreichs. Er wurde 1906 von Automobilherstellern und -enthusiasten gegründet und ist bekannt für die Veranstaltung des 24-Stunden-Rennens von Le Mans. Der ACO unterstützt als Vertreter der französischen Autofahrer den Bau und die Unterhaltung von Straßen und veranstaltet Fahrsicherheitstrainings. Die Mitglieder haben Anspruch auf einen durch den Club organisierten Pannendienst.

## Geschichte
Die Geschichte des ACO begann mit dem Automobile Club de la Sarthe, dem Vorläufer des heutigen Clubs, der 1906 in Le Mans mit Unterstützung des größeren Automobile Club de France gegründet wurde. Es wurde ein Rennen organisiert, das sich schließlich zum französischen Grand Prix entwickelte. Nach dem Ersten Weltkrieg lag der Schwerpunkt des Interesses auf der Entwicklung einer kleineren Rennstrecke. Der Generalsekretär des Clubs, Georges Durand, entwickelte zusammen mit dem Herausgeber Charles Faroux und dem Reifenhersteller Emile Coquille die Idee eines 24-Stunden-Rennens. Das erste Rennen wurde 1923 in Le Mans ausgetragen.

## Rennen
Der ACO ist verantwortlich für die Durchführung oder die Unterstützung der folgenden Rennen:
- 24-Stunden-Rennen von Le Mans
- 24-Stunden-Motorradrennen von Le Mans
- Le Mans Classic
- Großer Preis von Frankreich für Motorräder
- 1000-km-Rennen von Le Mans
- European Le Mans Series (früher Le Mans Endurance Series und Le Mans Series)
- Asian Le Mans Series
- FIA-Langstrecken-Weltmeisterschaft (im Auftrag der FIA)